# グラレアヌス

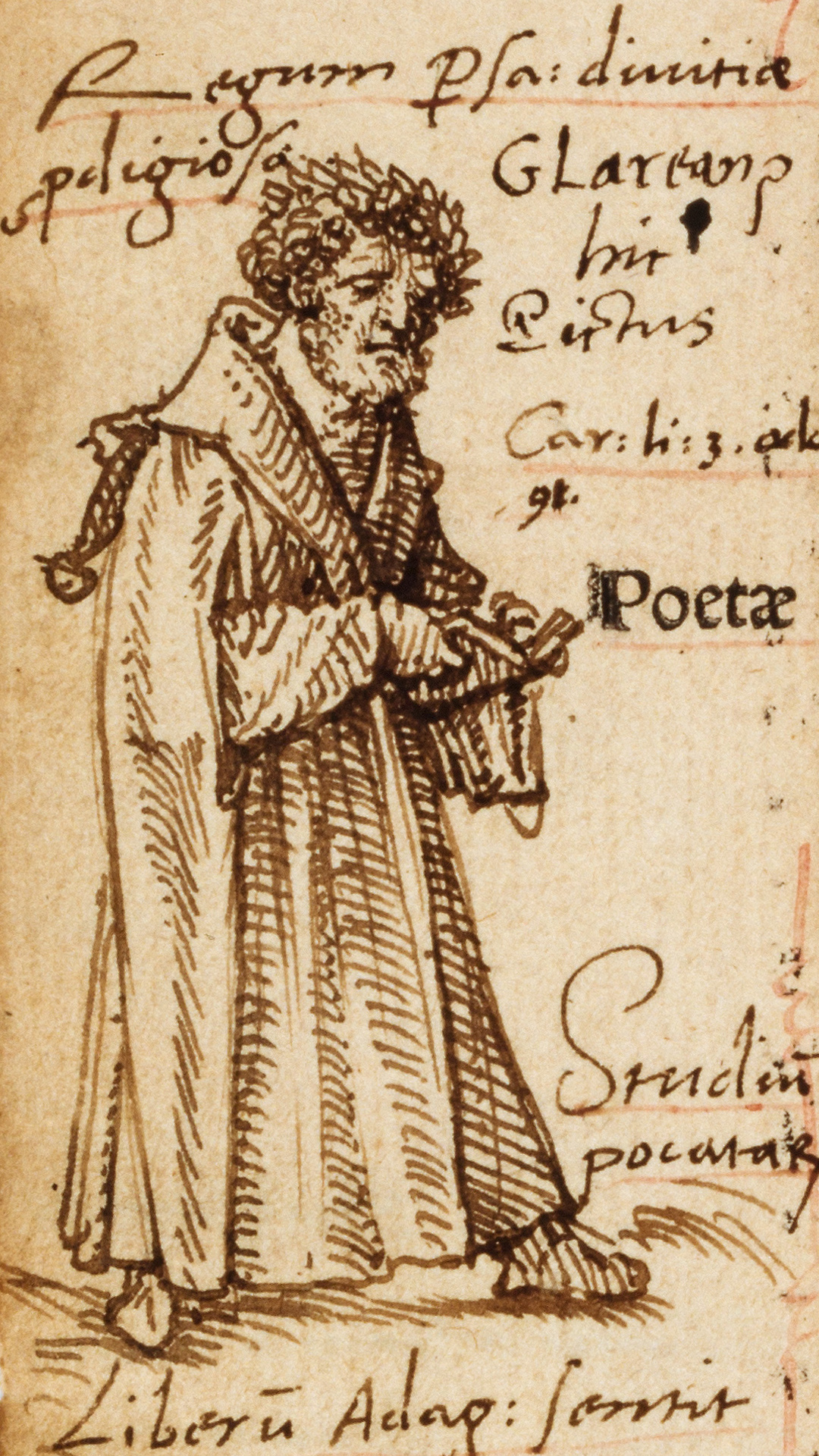
グラレアヌス

ハインリヒ・グラレアヌス（Heinrich Glareanus、1488年10月 - 1563年3月28日 フライブルク）は16世紀ヨーロッパの音楽理論家・詩人・人文主義者。スイスはグラールス州モリスの出身。単に「グラレアヌス (Glareanus)」という呼称でも有名。グラレアヌスとはラテン語で、「グラールスの人」の意味である。
徹底した早期の音楽教育を受けた後、ケルン大学にて音楽に加えて神学・哲学・数学を学ぶ。皇帝マクシミリアン1世を称えた有名な詩を、同地で作る。その後まもなくバーゼルでエラスムスと出逢い、生涯にわたる長い友情を培った。
グラレアヌスの最初の音楽書は、『 Isogoge in musicen』（1516年刊）である。同書は、音楽の根本的要素が論じられており、おそらく音楽指導に供されたのであろう。しかしながら最も有名で、なおかつルネサンス期に最も影響力のあった音楽理論書は、1547年にバーゼルで出版された『ドデカコルドン Dodecachordon』である。3部構成をとり、ボエティウス研究に始まり、（グレゴリオ聖歌など）単旋聖歌における教会旋法の用法を跡付けし、対位法における旋法の用法を研究して閉じられている。『ドデカコルドン』には音楽理論に加えて、哲学や評伝を含み、オケゲム、ジョスカン、イザーク、オブレヒトら旧世代の譜例が完全に掲載されている。
『ドデカコルドン』（文字通りには、「12弦の楽器」）の最も重要な側面は、たとえば同時代の音楽理論家ピエトロ・アーロンらが論じてきたように、旋法は8つからなるのではなく、実際には12あるとグラレアヌスが提唱したことである。グラレアヌスが提唱したのは、イオニア旋法とエオリア旋法であり、それぞれこんにち、長調と短調と呼ばれている音階と同じである。グラレアヌスは、イオニア旋法は当時の作曲家に最も多用された旋法であるとまで言い切っている。
グラレアヌスの著作の影響力は濃厚であった。ツァルリーノやヴィチェンティーノら、後世のたいていの理論家は、12旋法論を受け入れたが、正格終止と変格終止を区別して、6つの旋法がそれぞれ2種類あると見なした。グラレアヌスの旋法論は、今なお影響力を保っている。